# Prințul Frederick al Marii Britanii

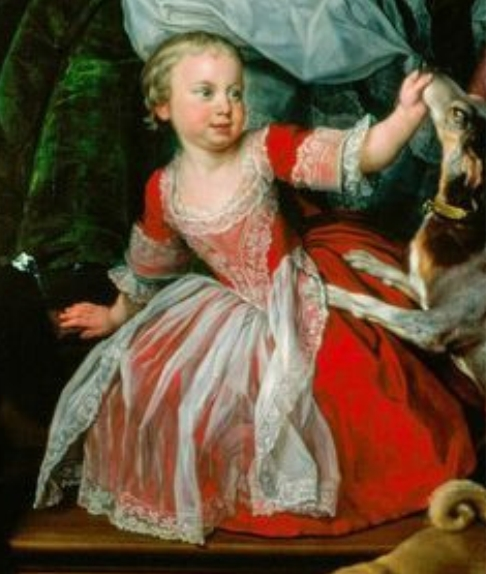
Prințul Frederick (1751), în haine de fată potrivit obiceiului din secolul al XVIII-lea.

Prințul Frederick (Frederick William; 13 mai 1750 - 29 decembrie 1765), a fost membru al Familiei Regale Britanice, nepot al regelui George al II-lea și fratele mai mic al regelui George al III-lea,

## Biografie
Prințul Frederick s-a născut la Casa Leicester, Westminster, Londra. Tatăl lui a fost Frederick, Prinț de Wales, fiul cel mare al regelui George al II-lea și a reginei Caroline de Ansbach. Mama lui a fost Prințesa de Wales (născută Augusta de Saxa-Gotha).
A fost botezat patru zile mai târziu de episcopul de Oxford, în aceeași casă în care s-a născut. Nașii lui au fost fratele său Prințul George, sora lui, Prințesa Augusta și unchiul matern Prințul Wilhelm de Saxa-Gotha-Altenburg.
Tânărul prinț a murit la 29 decembrie 1765, la Casa Leicester, la vârsta de 15 ani.